# Lada Niva Travel
Lada Niva Travel   — серійний російський компактний позашляховик спільного виробництва «АвтоВАЗ» із постійним повним приводом на чотири колеса, двоступеневою роздаточною коробкою та блокуванням міжосьового диференціалу. 
У автомобілі використовується бензиновий 4-циліндровий рядний двигун ВАЗ-2123 об'ємом 1,7 л. з розподіленим вприскуванням палива потужністю (за ГОСТ 14846) 80 к.с. (58,5 кВт) з максимальним крутним моментом (по ГОСТ 14846) 127,4 Нм.
Передня підвіска незалежна на подвійних поперечних важелях, задня - залежна пружинна з нерозрізним мостом. Кермове управління використовує червячну передачу (пізніші версії оснащені гідропідсилювачем керма). Гальма - дискові спереду і барабанні ззаду.
«Шевроле Нива» — найбільш продаваний позашляховик у Росії в 2004-2008 за даними Асоціації Європейського бізнесу РФ. «Шевроле Нива» був удостоєний премії «Позашляховик року 2009» у номінаціях SUV і «Прем'єра року» за підсумками голосування Щорічної професійної премії автомобільних журналістів «Позашляховик року 2009».

## Перше покоління

### Історія створення

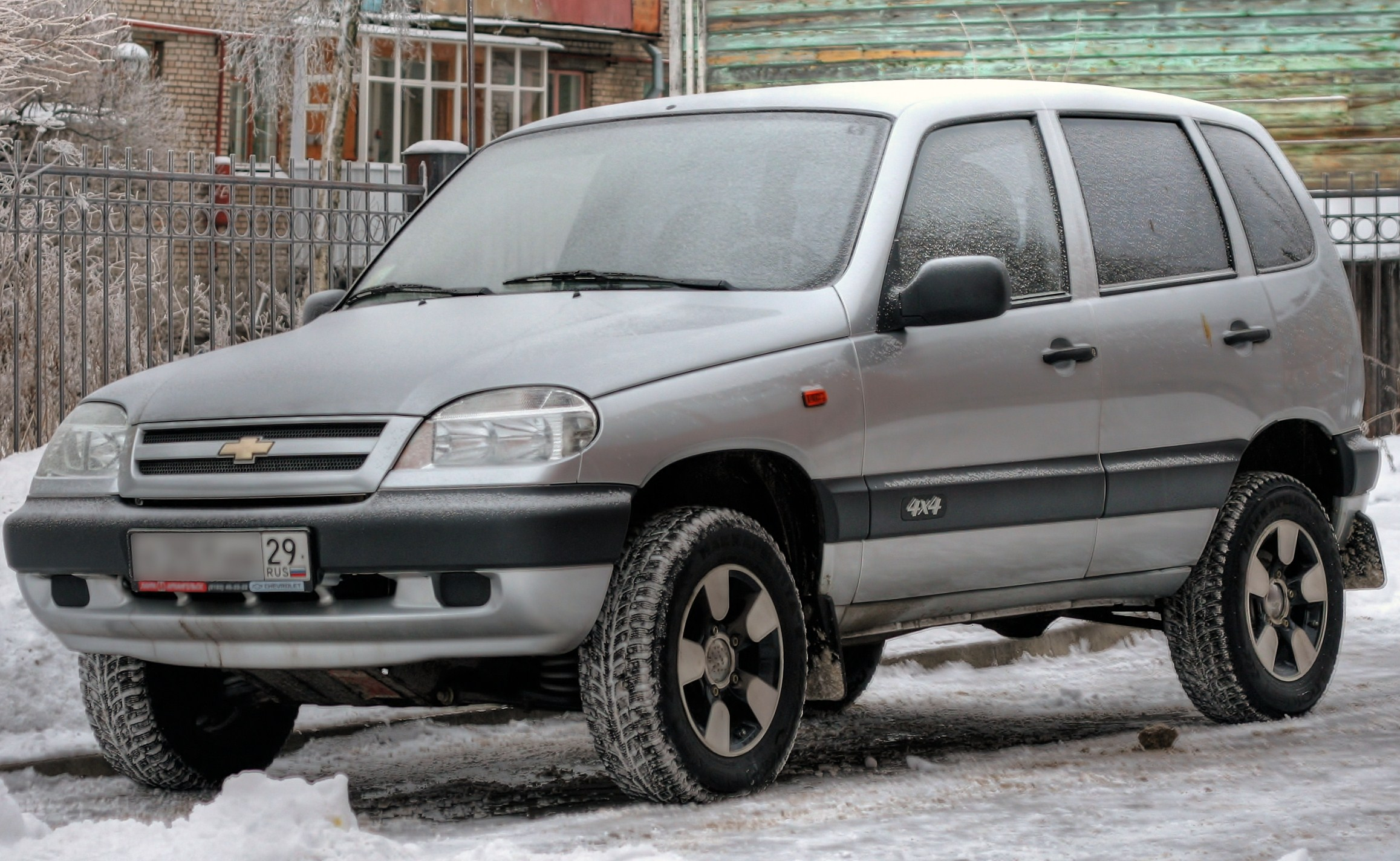
Chevrolet Niva (2002-2009)

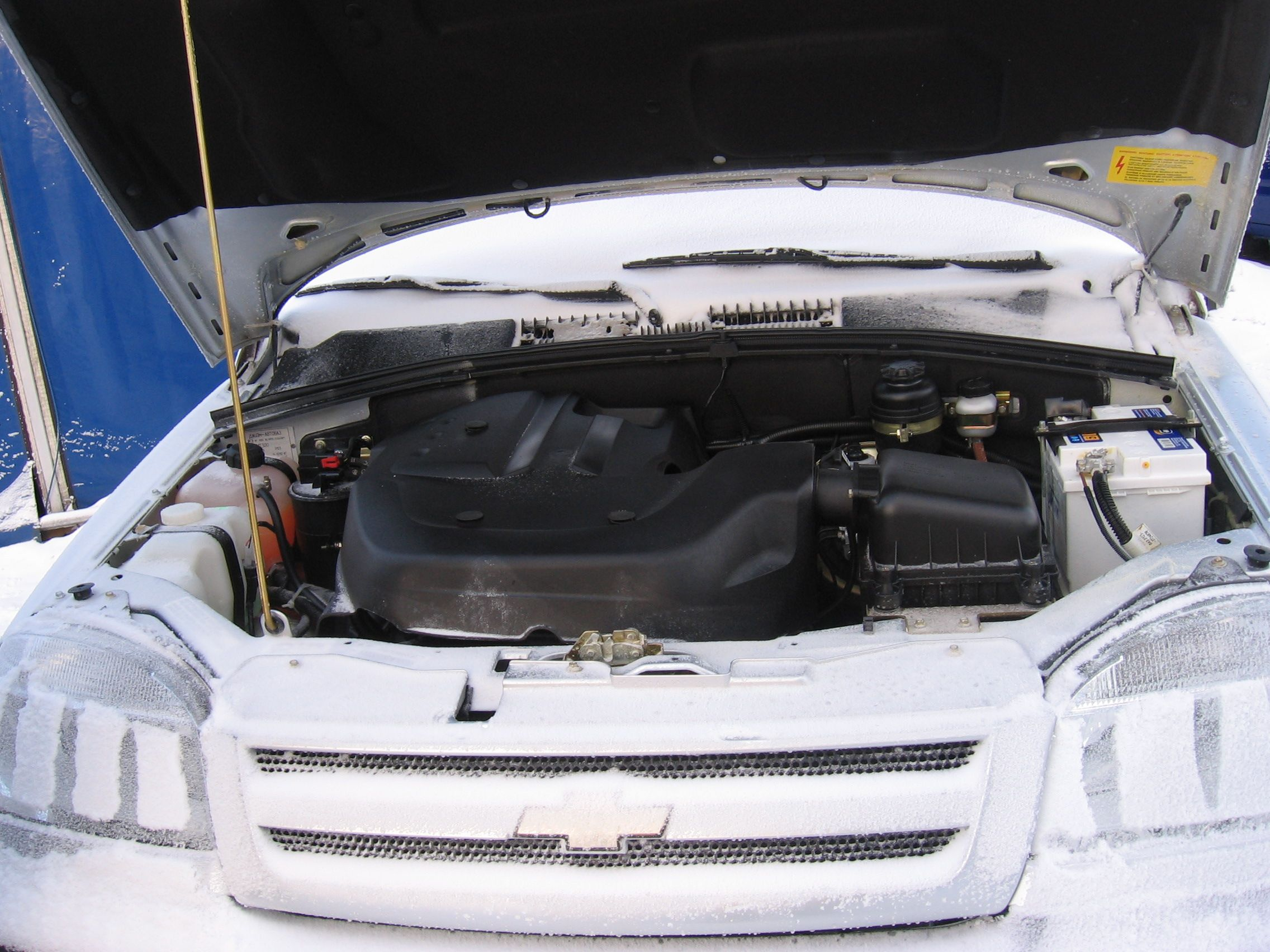
Двигун Chevrolet Niva

У 1998 році на Московському міжнародному автосалоні був продемонстрований концепт позашляховика ВАЗ-2123 «Нива», який за задумом конструкторів, повинен був стати наступником «Ниви», що випускалася до того часу без серйозних змін уже 22 роки. Новий автомобіль отримав просторіший п'ятидверний кузов, а двигун і трансмісія, в цілому, залишилися без серйозних змін. ВАЗ-2123 почав випускатися на дослідно-промисловому виробництві ВАТ «АвтоВАЗ» в 2001 році, але на впровадження його у масове виробництво у компанії не було достатніх коштів: у результаті ліцензію на ВАЗ-2123 і права на бренд Niva («Нива») були продані концерну «General Motors». Американські конструктори внесли близько 1700 змін у конструкцію, що дозволило вважати модель ВАЗ-21236 самостійною конструкцією. 
З вересня 2002 року, після запуску конвеєра спільного з General Motors виробництва, в яке американська компанія GM інвестувала гроші, ВАЗ-2123 став випускатися під торговою маркою Chevrolet. Що цікаво, «Шевроле Нива» стала тією «ударною» моделлю, з якої почалася широка експансія бренду Chevrolet на російський ринок. 
Передбачалося, що після початку повномасштабного виробництва нового позашляховика, його попередник ВАЗ-2121 буде знято з конвеєра, але цього не сталося: нова «Нива» виявилася настільки дорогою (приблизно вдвічі), що фактично потрапила в іншу споживчу нішу і була змушена прямо конкурувати з іноземними SUV, — і зокрема з зібраних фірмою «Автотор» позашляховиком Kia Sportage, — тоді як стара «Нива» залишилася унікальною пропозицією у своїй ціновій групі. Проте в 2006 році торгова марка «Нива» остаточно перейшла до компанії General Motors, в результаті чого ВАЗ-2121 було перейменовано в «Lada 4x4» і на внутрішньому ринку. 
З 11 березня 2009 року «GM-АвтоВАЗ» перейшов на випуск рестайлінгової Chevrolet Niva. Рестайлінг розроблявся дизайнерами італійського ательє Bertone. Неофіційні прізвиська: «Шніва» або «Шнівка», «Шива», «Шевік», «ШНГ».

### Модифікації

Шевроле-Нива, інжекторний двигун ВАЗ-2123 робочим об'ємом 1,7 літра

Chevrolet Niva випускається в двох основних комплектаціях: L і GLS. Виконання GLS по комплектації перевершує виконання L за оздоблення салону штучною шкірою, литих 16-дюймових дисків коліс, рейлінгів на даху (навантаження до 100 кг), ручок дверей і корпусів зовнішніх дзеркал в колір кузова, вставок на важелі КПП і «роздатки» «під алюміній», аудіопідготовка з двома передніми динаміками, алюмінієвого кронштейна запасного колеса, ізотермічного тонованого скла , протитуманних фар, обігріву передніх сидінь (від Chevrolet Viva) і т. д. 
Існують також варіанти комплектації LC і GLC, відповідно, аналогічні комплектації L і GLS, але що оснащуються кондиціонером. 

#### FAM1

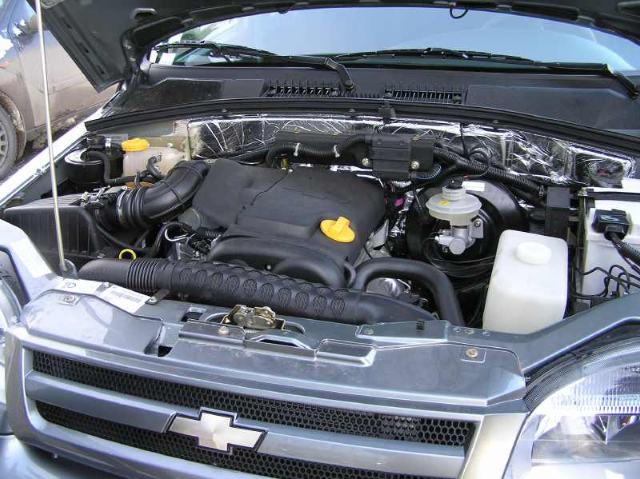
Двигун Chevrolet Niva FAM1

В кінці квітня 2008 року була знята з виробництва модифікація автомобіля GLX або FAM1 (Chevrolet Niva FAM1), що оснащувалася двигуном Opel Z18XE (1,8 л, 122 к.с.) і коробкою передач Aisin (від Suzuki Grand Vitara). Дана модифікація комплектувалася АБС фірми Bosch, кондиціонером, двома подушками безпеки і регульованим по висоті сидінням водія (від Chevrolet Viva). Але через високу ціну (на 200 тисяч рублів дорожче звичайної «Шевроле Ниви» з кондиціонером) обсяг випуску виявився невеликим. За два роки було зроблено і продано всього близько тисячі Chevy Niva з двигуном Opel.  

#### Трофі
Існує «заводська» тюнінгова модифікація «Трофі» (Chevrolet Niva Trophy), адаптована до використання на бездоріжжі. До числа основних відмінностей від базової комплектації входять:  
- механічний натягач ланцюга замість гідравлічного
- установка шноркелі для уникнення гідроудару при проходженні бродів
- примусове відключення вентиляторів охолодження двигуна
- сапуни трансмісії виведені в підкапотний простір
- в редукторах встановлені диференціалом підвищеного тертя
- присутній механізм для кріплення електричної лебідки

### Рестайлінг 2009

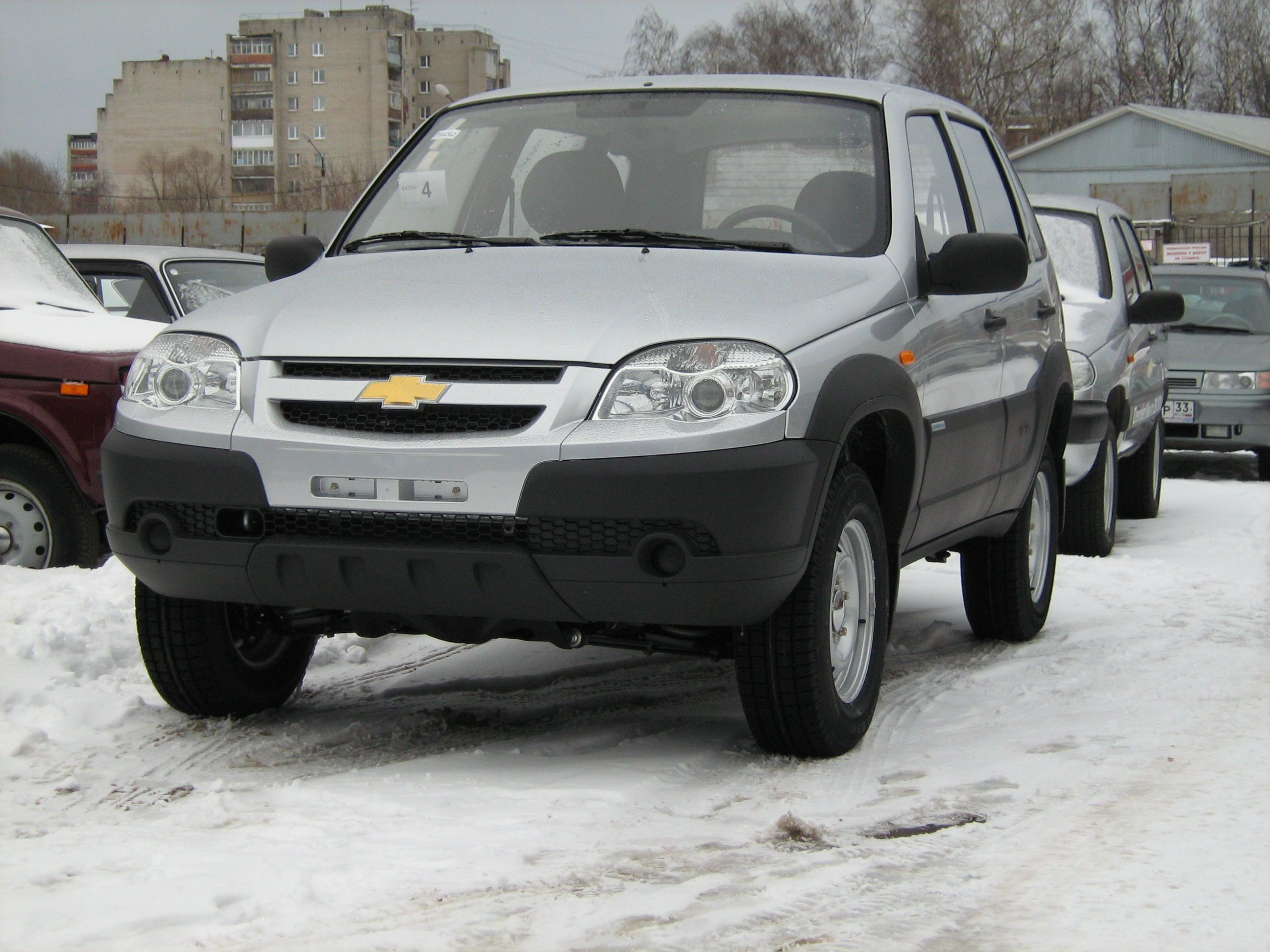
Chevrolet Niva (2009-2020)

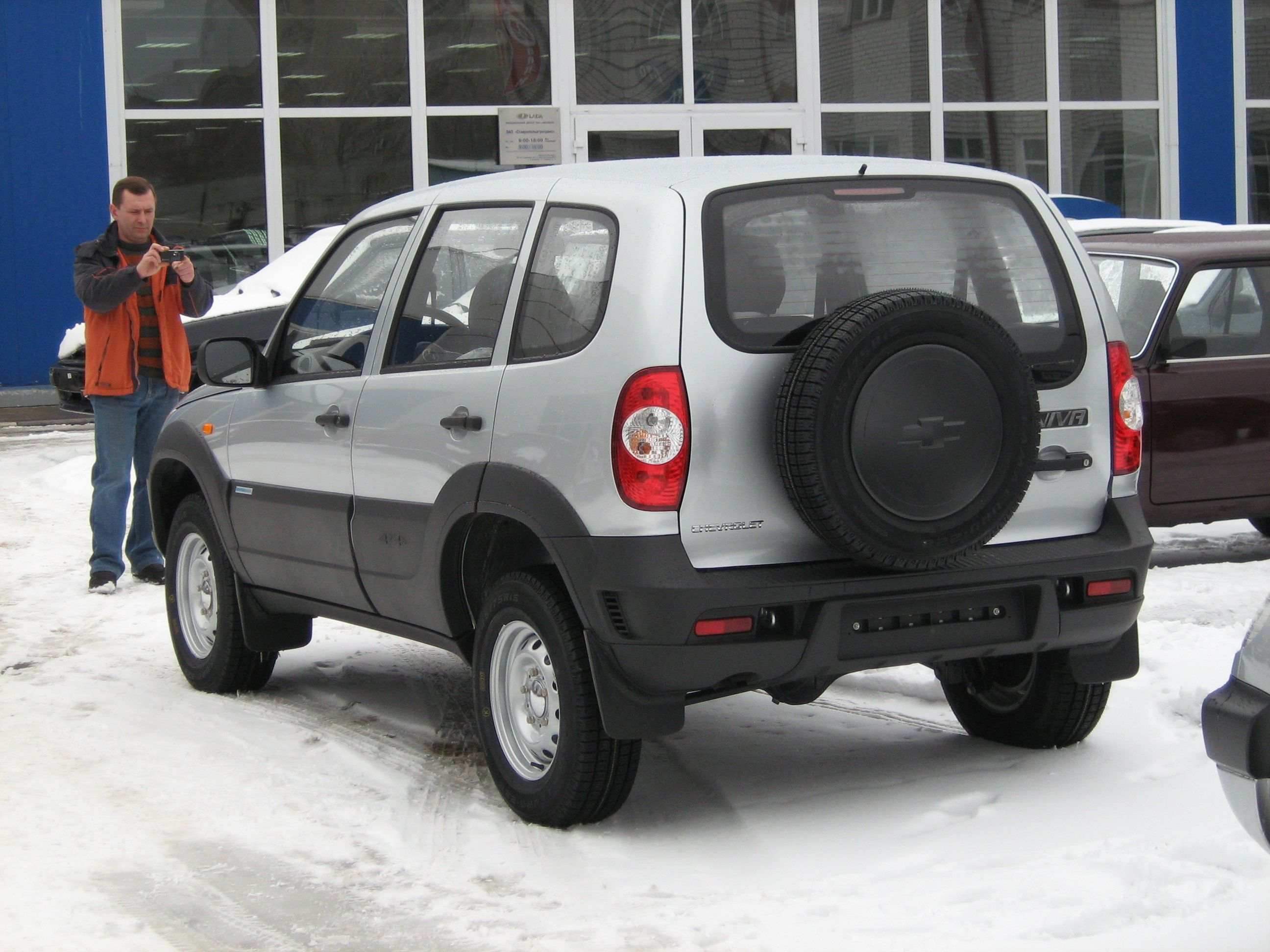
Chevrolet Niva (2009-2020)

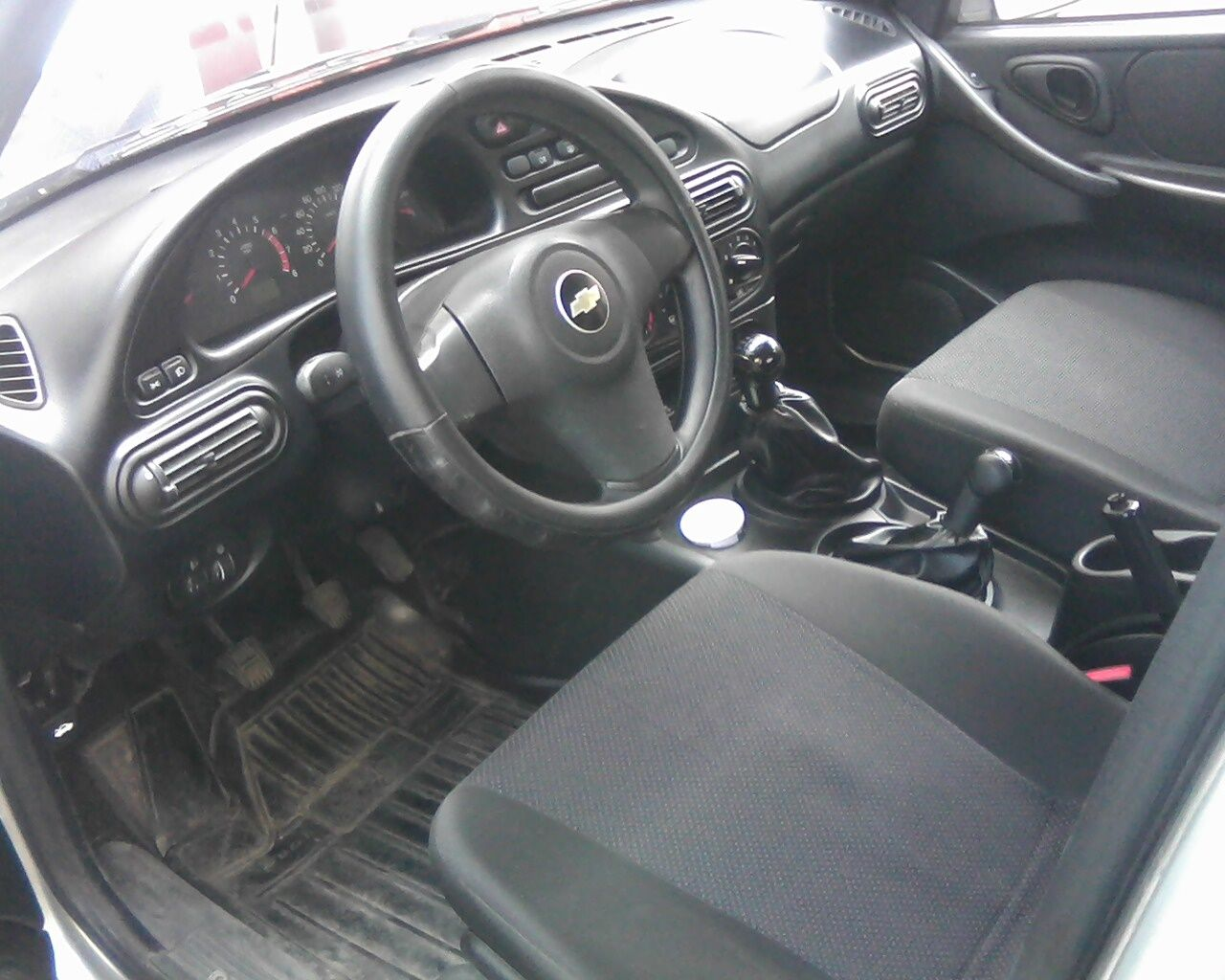
Салон Chevrolet Niva

11 березня 2009 року «GM-АвтоВАЗ» здійснив довгоочікуване оновлення автомобіля Шевроле Нива. Нова модифікація одержала індекс ВАЗ-212300-55. Створенням нового дизайну автомобіля займалося відоме італійське дизайн-ательє «BERTONE». Зовнішній вигляд автомобіля, після оновлення, став відповідати єдиному корпоративному стилю бренду Chevrolet, при цьому завод виробник зберіг параметри геометричної прохідності. Зміни автомобіля торкнулися інтер'єру і екстер'єру. По технічній частині була зроблена одна зміна, яка впливає на безпеку: оновлення головної оптики. Нові фари з використанням лінз у ближньому світлі, дали рівномірний розподіл світлового потоку.
Що ж стосується екстер'єру, були змінені форми бампера, додані в зовнішнє оформлення накладки на двері, крила, пороги, виконані з пластику. Також задні ліхтарі нового дизайну. У комплектації L, LC зовнішній пластиковий обвіс не фарбується, в дорожчій комплектації GLS і GLC зовнішні елементи обважування фарбуються відповідно до кольору автомобіля. У задньому бампері з'явилися вентиляційні отвори, що поліпшують вентиляцію салону. У комплектації GLS і GLC встановлюються рейлінги на дах (навантаження до 100 кг). Виконання GLS по комплектації перевершує виконання L через оздоблення салону штучною шкірою, литих 16-дюймових дисків коліс, ручок дверей і корпусів зовнішніх дзеркал в колір кузова, вставок на важелях КПП і «раздатки» «під алюміній», аудіопідготовки з двома передніми динаміками , алюмінієвого кронштейна запасного колеса, ізотермічних тонованих стекол, протитуманних фар, обігріву передніх сидінь і т. д.

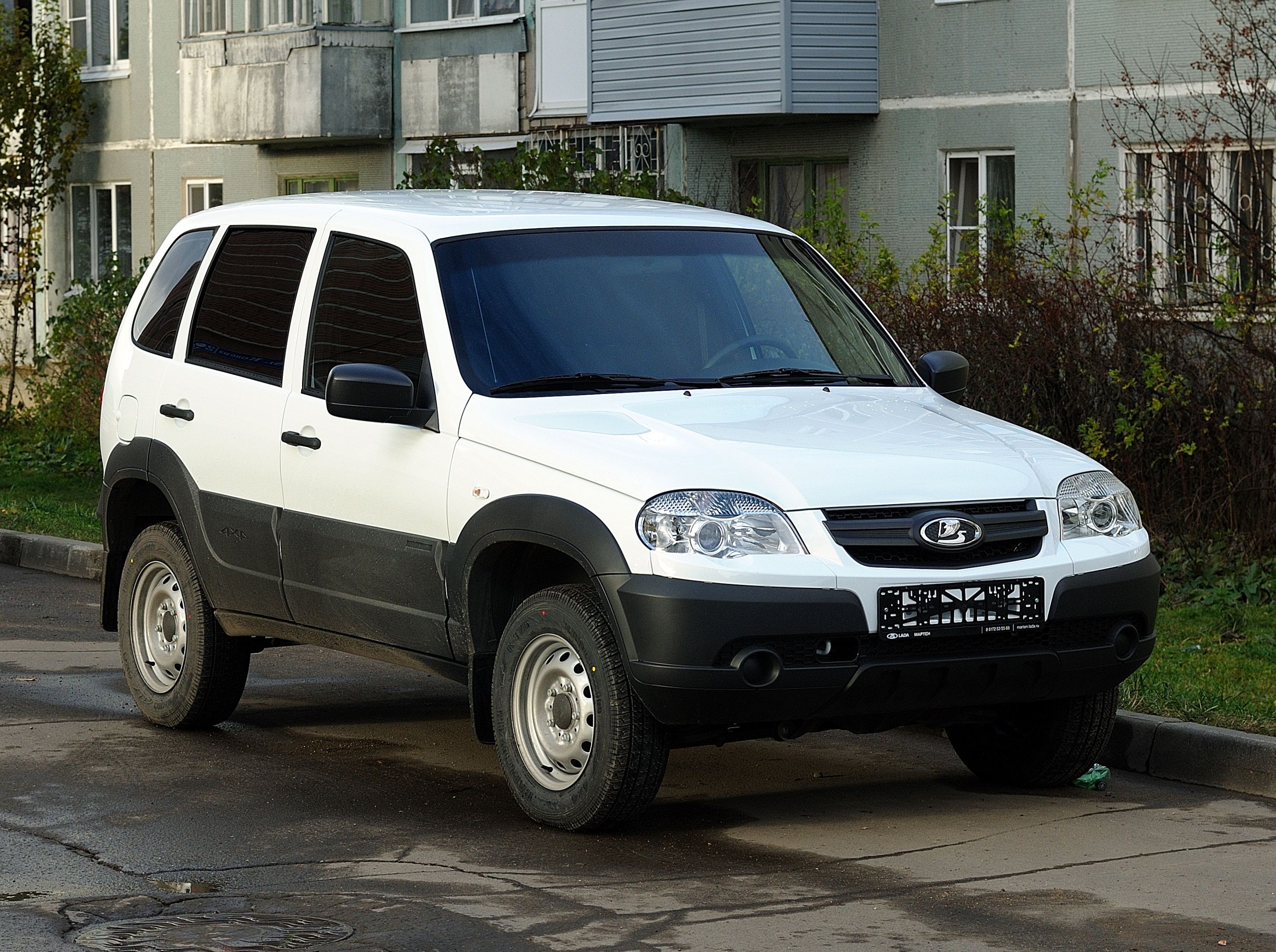
Lada Niva (2020)

Зміни в інтер'єрі також досить суттєві. Простір між сидіннями на тунелі підлоги займає нова накладка з підсклянником і ємності для дрібних предметів. Попільничка тепер виглядає як окремий предмет - знімний склянку з кришечкою, розташований в ніші на центральному тунелі. Джойстик управління дзеркалами розташувався на нижній частині центральної консолі, поруч з ним - прикурювач (у цьому ж ряду, в комплектації GLS і GLC, знаходиться блок керування підігрівом передніх сидінь). Обшивка стеля перетерпіла зміна - нова консоль з окулярників (у комплектації GLS і GLC).

У серпні 2020 року Lada перейняла виробництво Chevrolet Niva, перейменувавши її на Lada Niva.

### Рестайлінг 2021: "Lada Niva Travel"

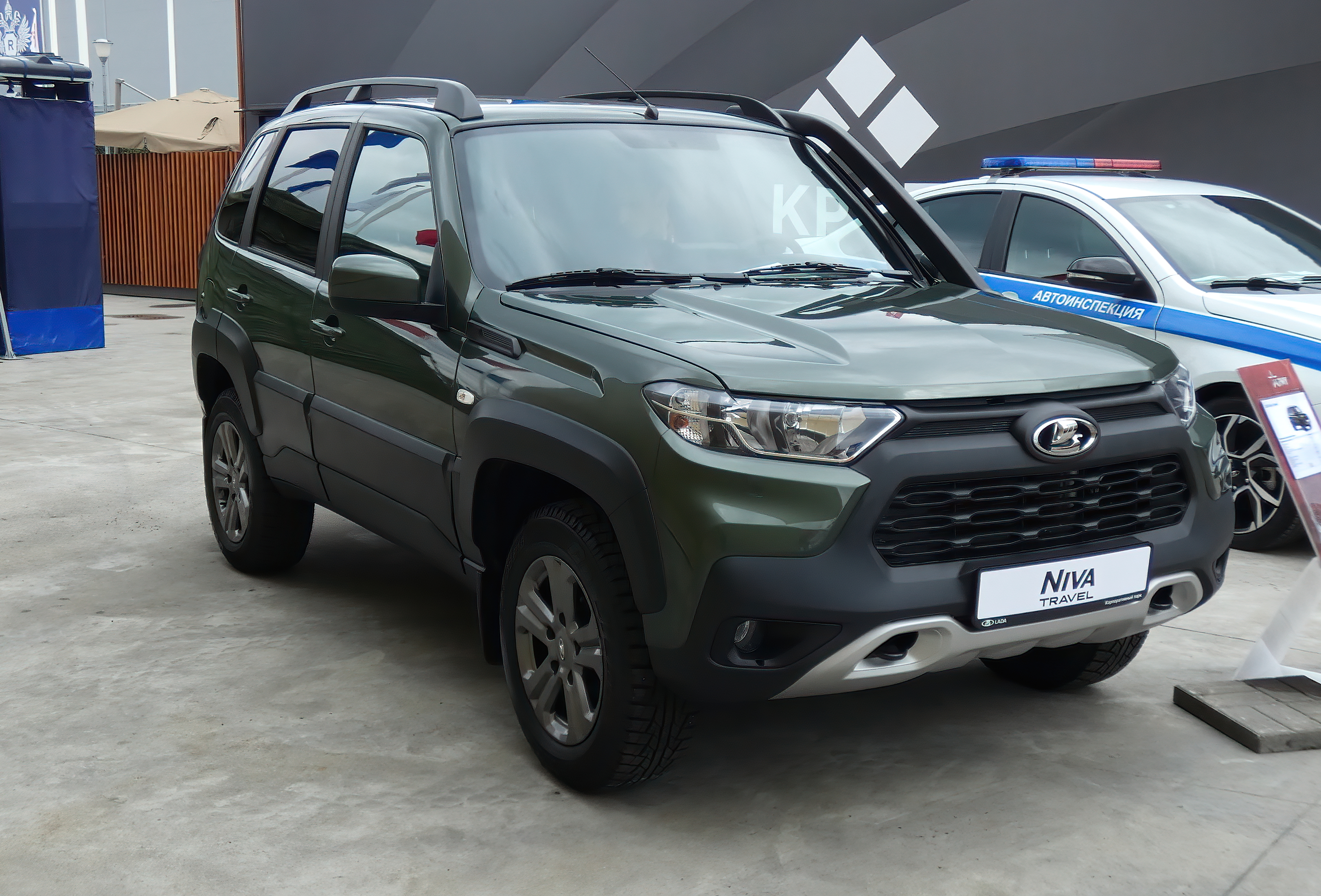
Lada Niva Travel (з 2021)

21 грудня 2020 року стало відомо, що Chevrolet Niva була піддана видозміні зовнішнього вигляду, а також отримала назву Lada Niva Travel. Автомобіль отримав нову передню частину, новий задній бампер та молдинги, а також задні світлодіодні ліхтарі. Щодо технічної частини змін не сталося. Продажі нової моделі стартували у лютому 2021 році.
У березні 2021 року АвтоВАЗ оголосив про завершення випуску старої (дорестайлінгової) «Ниви», залишивши на конвеєрі тільки Niva Travel.
У серпні 2021 року виробництво Niva Travel було перенесено із заводу «Лада Захід Тольятті» на лінію збирання Lada Niva Legend.

### Lada e-Niva
Lada e-Niva - електромобіль на базі Lada Niva Travel. Вперше був представлений у 2024 році на виставці ПМЕФ-2024.
Автомобіль оснащується акумулятором ємністю 34 кВт·год і електродвигуном , номінальна потужність якого становить 60 кВт (82 к.с.), а пікова - 120 кВт (163 к.с.). Запас ходу становить 175 км . Від побутової розетки автомобіль заряджається за 12 годин.

### Рестайлінг 2025
У червні 2025 року на виставці ПМЕФ-2025 АвтоВАЗ представив оновлену Lada Niva Travel. Автомобіль отримав змінені передній бампер і радіаторні грати в стилі концепту e-Niva, кермо від Lada Granta FL, передні дискові вентильовані гальма і двигун 11184 об'ємом 1,8 літра потужністю 90 л. с. (153 Нм), який є версією двигуна 11182 зі збільшеним з 1.6 до 1.8 об'ємом при тій же потужності, адаптованої під поздовжнє розташування та з іншим піддоном і картером, замість двигуна 2123 об'ємом 1,7 літра (80 к.с). 

Серійне виробництво має розпочатися у серпні 2025 року, а продажі – восени цього ж року. У найдорожчих комплектаціях автомобіль отримає світлодіодні фари. Інтер'єр залишився практично без змін, крім заміни кермового колеса.

## Проект другого покоління

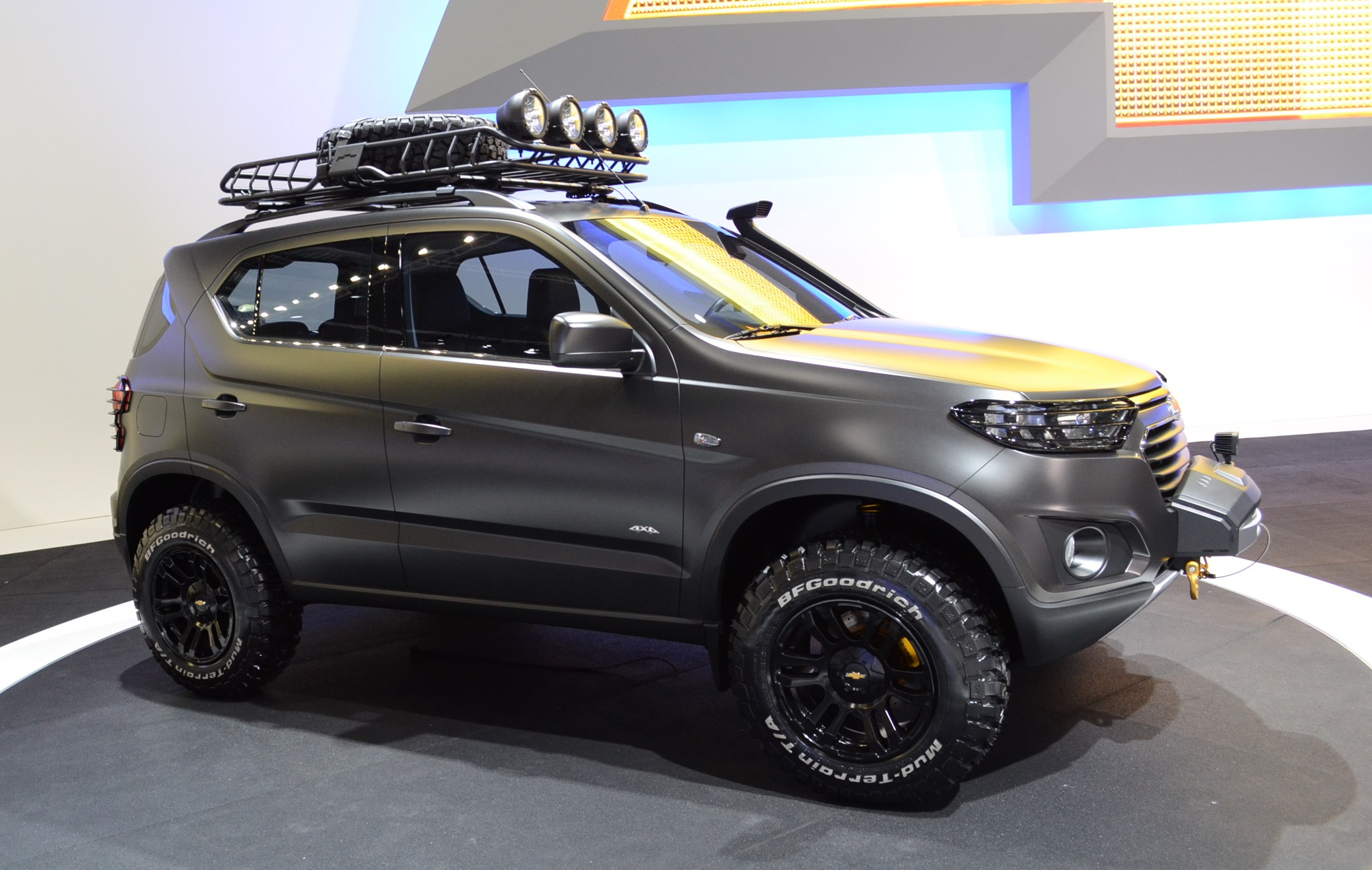
Chevrolet Niva Concept (з 2016)

На Московському автосалоні в серпні 2014 року представлено Chevrolet Niva другого покоління.  
Автомобіль довжиною 4316 мм з поздовжнім розташуванням силового агрегату, роздавальною коробкою з понижаючою передачею, блокуванням міжосьового диференціала і задньою залежною пружинною підвіскою. Спереду місце двухричажної підвіски зайняли стійки McPherson. Автомобіль оснащуватимуться бензиновим двигуном PSA EC8 1,8 л (135 к.с., 170 Нм).